# Gonaïves
Gonaïves (po haitańsku: Gonayiv) – miasto w północnej części Haiti, stolica departamentu Artibonite; ok. 154 tys. mieszkańców (szacunkowo za 2012 r.) – czwarte co do wielkości miasto kraju.
Gonaïves nazywane jest czasami miastem niepodległości, ponieważ to właśnie tutaj, 1 stycznia 1804 r. Jean-Jacques Dessalines proklamował niepodległość kraju. W 1994 r. podczas manifestacji, wyrażających poparcie dla Jeana-Bertranda Aristide, armia dokonała w mieście masakry protestujących. Dziesięć lat później Gonaïves było sceną rozruchów, tym razem przeciwko Aristide'owi. 5 lutego 2004 r. ugrupowanie nazywające się Rewolucyjny Front Oporu Artibonite przejęło władzę w mieście, rozpoczynając zamieszki, które doprowadziły do upadku Aristide'a.
We wrześniu 2004 huragan Jeanne doprowadził do powodzi oraz obsuwania się lawin błotnych. W mieście i okolicach zginęło ok. 2 tys. osób, niemal wszystkie budynki zostały zniszczone i ponad 250 tys. osób pozostało bez dachu nad głową.